# جايسون ستيوارت (لاعب كرة قدم أمريكية)
جايسون ستيوارت (بالإنجليزية: Jason Stewart)‏ هو لاعب كرة قدم أمريكية أمريكي، ولد في 14 نوفمبر 1980 في بيكرسفيلد في الولايات المتحدة.

## وصلات خارجية
- جايسون ستيوارت على موقع مرجع كرة القدم المحترفة.كوم (الإنجليزية)
- جايسون ستيوارت على موقع JustSportsStats.com (الإنجليزية)